# Семёнов, Яков Фёдорович
Яков Фёдорович Семёнов (1939—2017) — советский деятель спецслужб, кандидат юридических наук, доцент, полковник госбезопасности, начальник Группы спецназначения «Зенит» КГБ СССР (1979). Участник штурма Дворца Амина.

## Биография
Родился 8 февраля 1939 года в Карелии, в семье офицера погибшего в Великую Отечественную войну.
В 1962 году после окончания  Петрозаводского государственного университета и в 1967 году Высшей школы КГБ СССР им. Ф. Э. Дзержинского служил в управлении КГБ СССР по КАССР. Увлекался спортом — был чемпионом Карелии по лыжам и призером по спортивному ориентированию. С 1974 года после окончания спецкурсов КУОС КГБ СССР, учился в аспирантуре и после её окончания преподавал специальную тактику в ВШ КГБ СССР им. Ф. Э. Дзержинского.
С 23 декабря 1979 года участвовал в боевых действиях в Афганистане, в качестве командира Группы специального назначения «Зенит» был одним из организаторов и активным участником  штурма дворца Амина (спецоперация Шторм 333). За героизм в этой операции был представлен к званию Героя Советского Союза, но был награждён Орденом Красного Знамени.
С 1980 по 1991 года старший преподаватель КУОС КГБ СССР и доцент Краснознамённого института КГБ СССР им. Ю. В. Андропова.
С 1992 года первый директор Национального парка «Паанаярви». С 1995 года исполнительный директор Международной общественной организации «Вымпел». С 1999 года директор ЧОП «Комбинат». С 2005 года заместитель генерального директора ФГУП «НПО им. С. А. Лавочкина» по безопасности и международному сотрудничеству.
Умер 7 февраля  2017 года в Москве.

## Награды
- Орден Красного Знамени (1980)
- Наградное оружие